# Synode van Sutri

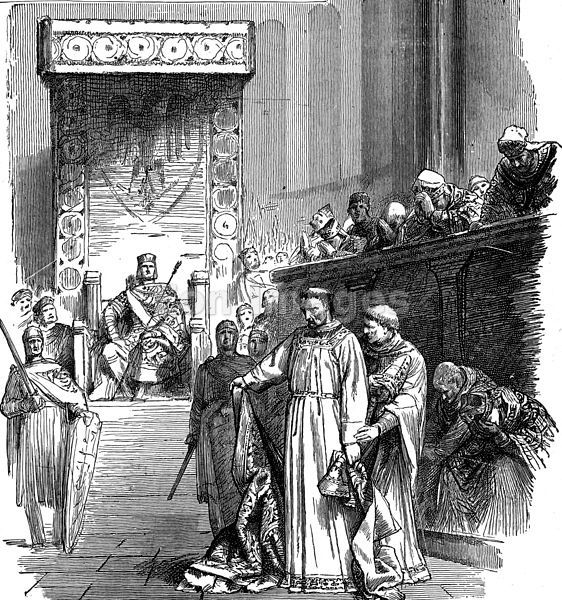
Hendrik III tijdens de Synode van Sutri

De Synode van Sutri was een synode die plaatsvond in de Italiaanse plaats Sutri, die ongeveer 30 km van Rome ligt.
Tijdens deze synode in december 1046 (begonnen op 20 december) zette de Duitse koning Hendrik III drie rivaliserende pausen af. Het ging om paus Benedictus IX, paus Silvester III en Paus Gregorius VI. Hij benoemde de bisschop Suidger van Bamberg tot paus Clemens II. Deze kroonde Hendrik direct tot keizer.